# Формы организации обучения
Философская категория формы используется для описания способа упорядочивания объекта, его внутренней и внешней организации.
Форма организации обучения — это способ упорядочивания взаимодействия участников обучения, способ его существования.
В дидактике отсутствует однозначная классификация (или типология) форм организации обучения.

## Эмпирическая классификация форм организации обучения
Обычно выделяются три группы форм обучения:
- фронтальные,
- групповые,
- индивидуальные.

Классификация носит эмпирический характер, так как в её основе лежит количественная характеристика: если осуществляется общеклассная работа, то есть акт обучения осуществляется в отношении всего учебного коллектива (класса), то это фронтальные формы; если класс делится на относительно автономные части (группы), то групповые; а если каждый ученик класса работает обособленно, независимо от остальных, то индивидуальные.

При этом, по сути, способ упорядочивания взаимодействия участников обучения во фронтальной (общеклассной) форме и в групповой может быть одинаковым.

Об эмпирическом характере такого деления свидетельствует также оформление терминов во множественном числе.
Эта классификация обусловлена практикой обучения, в которой в каждый временно́й период на учебном занятии наблюдается однотипная со-бытийная ситуация взаимодействия участников обучения. Классификация может быть использована для адекватного описания и объяснения учебного процесса в рамках классно-урочной и лекционно-семинарской систем обучения.

## Теоретическая классификация базисных форм организации обучения
В основе теоретической классификации базисных форм организации обучения лежат возможные структуры взаимодействия людей. Перечень этих структур исчерпывается следующими ситуациями: опосредованное общение, общение в паре и общение в группе. В свою очередь, в группе могут быть две разные структуры взаимодействия её участников: «один говорит, делает — остальные слушают, наблюдают» (один общается с несколькими как с одним) и «каждый общается по очереди с каждым». Находящиеся рядом, но делающие автономную индивидуальную работу, группу не представляют.
Согласно этим четырём структурам взаимодействия людей имеют место быть только четыре следующих базисных формы организации обучения:
- индивидуально-опосредованная форма организации обучения — соответствует опосредованному общению (индивидуальная работа обучающегося с учебным материалом, посредством которого он находится в ситуации общения с другим человеком);
- парная — соответствует взаимодействию в обособленной паре (результаты его не используются в других парах);
- групповая — соответствует общению в группе, когда каждый говорящий направляет сообщение одновременно всем. Осуществляется такое взаимодействие в рамках всего коллектива или в рамках небольшой группы — сути не меняет;
- коллективная — соответствует взаимодействию в группе, когда общение происходит в парах сменного состава.

Коллективная форма организации обучения не является частным случаем парной формы. Если общению в парной форме свойственна автономия, независимость от других пар, то в коллективной форме общение осуществляется в группе, при этом пары функционально и содержательно зависят друг от друга, благодаря изменению состава пар результаты учебного взаимодействия используются другими участниками группы.
Базисная форма организации обучения характеризует определённый вид со-бытийных связей между участниками обучения.

Базисные формы по-другому ещё называются общими, так как наблюдаются во все времена, при любом варианте и способе обучения (в разных пропорциях, но не необязательно на каждом занятии).
Базисные (общие) формы организации обучения — неделимые далее единицы, из которых складывается организационная структура учебного процесса в его конкретных формах.
Теоретическая классификация форм организации обучения, носящая всеобщий характер, появилась благодаря практике нелинейных учебных занятий, которым характерно одновременное наличие разнотипных по структуре ситуаций.

## Конкретные формы организации обучения
Базисные формы можно сравнить со строительным материалом.  Так же как из кирпичей складываются разные сооружения, так и из этих четырёх видов форм обучения строятся конкретные процессы обучения. Определённое сочетание базисных форм представляет собой конкретную форму организации обучения. Это сочетание бывает как простым, так и очень сложным.
Роль, возможности и ограничения каждой базисной формы в конкретном учебном процессе зависят от того, как они связаны друг с другом, какая из них является ведущей, какова их пропорция.
- На уровне учебного занятия[1] конкретными формами организации обучения являются:
  - в эмпирической типологии учебных занятий — урок, лекция, семинар, экскурсия, конференция и т. д.
  - в теоретической типологии:
    - индивидуальное учебное занятие,
    - групповое учебное занятие,
    - коллективное учебное занятие.

- На институциональном уровне (в пределах целостной образовательной программы – например, начального образования или среднего профессионального образования[2]) конкретными формами организации обучения являются системы обучения: Классно-урочная система обучения, Лекционно-семинарская система обучения, Белл-Ланкастерская система, Дальтон-план, Классно-предметная система обучения[3], Система коллективного обучения по индивидуальным образовательным программам[4] и др.